# شينا نانا شوداساما
شينا نانا شوداساما (بالإنجليزية: Shaina NC)‏ (1 ديسمبر 1972 في مومباي - ) سياسية، ومصممة أزياء من الهند.